# Sarcophaga monodia
Sarcophaga monodia är en tvåvingeart som beskrevs av Andy Z. Lehrer 2006. Sarcophaga monodia ingår i släktet Sarcophaga och familjen köttflugor. Inga underarter finns listade i Catalogue of Life.